# 穆爾滕
穆爾滕（德語： [ˈmuːɐ̯tn̩] ⓘ；法語： [mɔʁa]；法蘭克-普羅旺斯語： [mɔˈʁa] ⓘ）是瑞士弗里堡州的一个市镇。该市镇总面积为12.02平方千米，截至2018年12月31日总人口为8,278人。

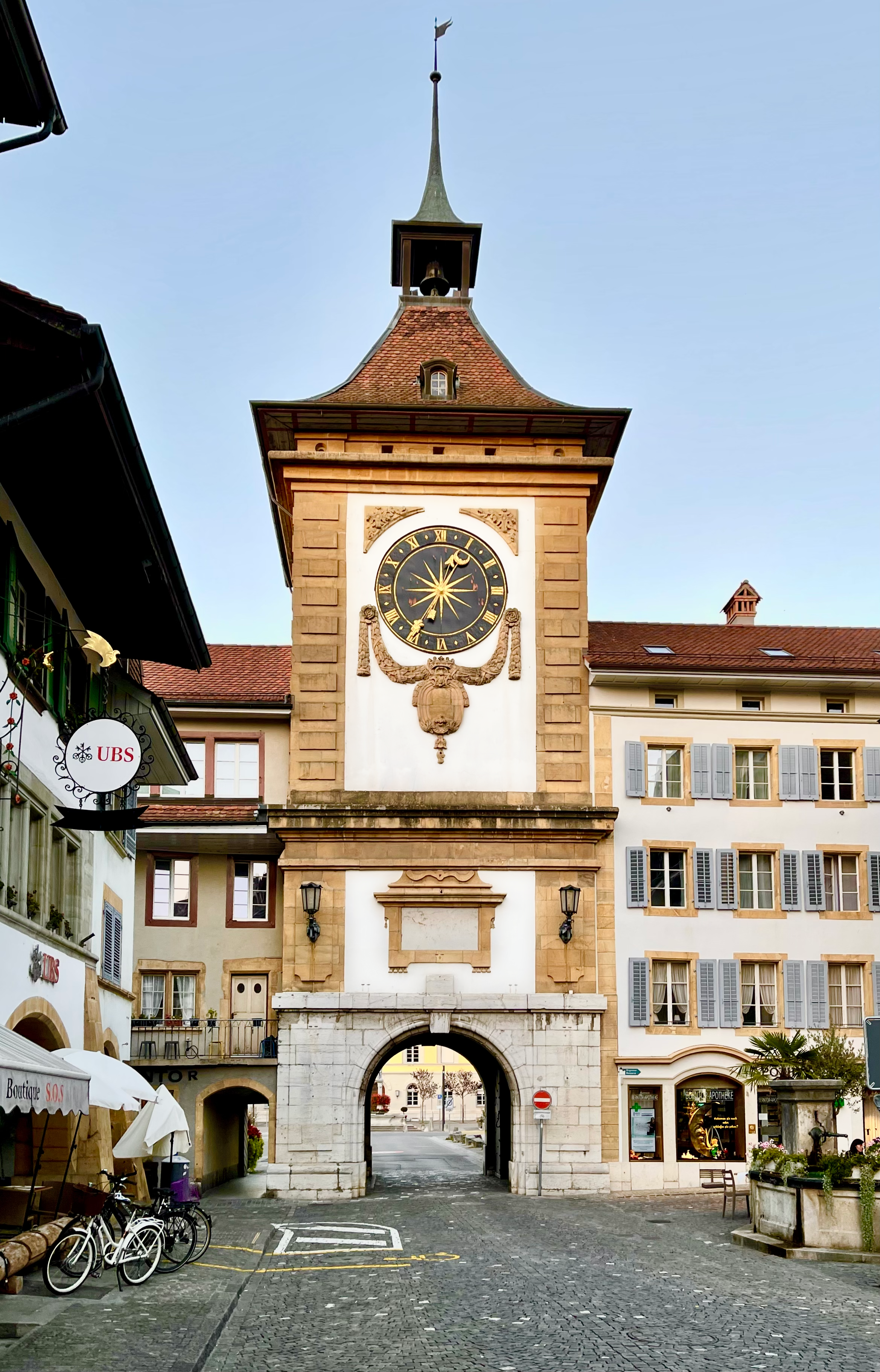
穆爾滕的贝恩托